# Skarb letnicki
Skarb letnicki (bułg. Летнишко съкровище) – skarb tracki datowany na IV wiek p.n.e., odkryty w 1963 roku w miejscowości Letnica (obwód Łowecz) w Bułgarii. Składa się z 15 pozłacanych srebrnych aplik, żelaznego wędzidła oraz innych ozdób, które były elementami końskiej uprzęży należącej do arystokraty trackiego, a także z brązowego naczynia. Znalezisko ilustruje wysoki poziom rzemiosła i sztuki Traków oraz jej powiązania z kulturą hellenistyczną. Skarb przechowywany jest w Regionalnym Muzeum Historycznym w Łoweczu. 

## Ukrycie i okoliczności odkrycia

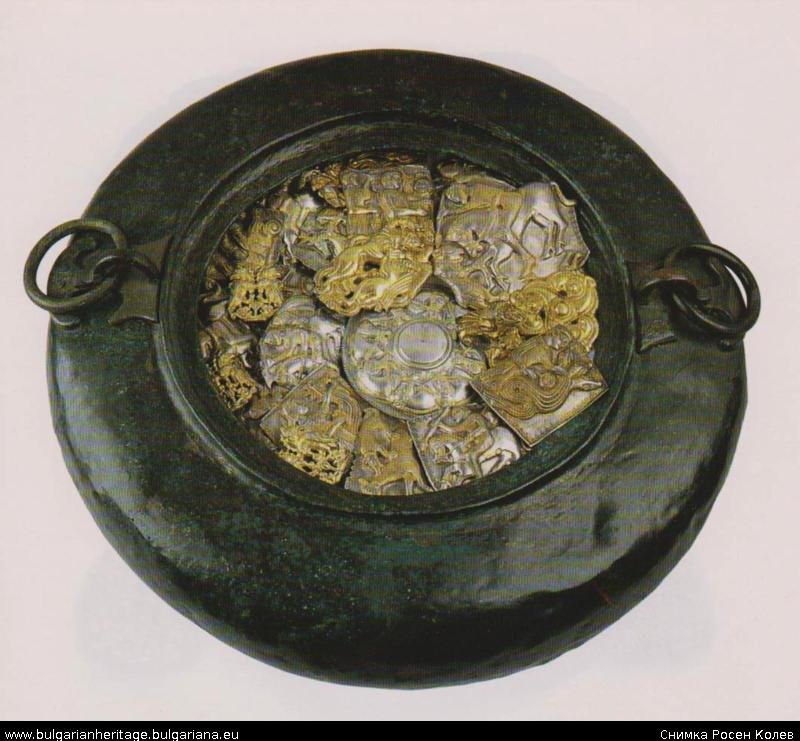
Skarb znaleziono w brązowym kotle

Przedmioty mogły zostać zakopane, aby ukryć je podczas najazdów Celtów lub Macedończyków na ten obszar na przełomie IV i III wieku p.n.e. W podobnych okolicznościach najprawdopodobniej ukryty został skarb panagiurski. 
Odkrycie skarbu nie było rezultatem badań archeologicznych, lecz dziełem przypadku. W 1963 roku robotnicy z wioski Letnica w rejonie Łowecza pracowali nad fundamentami owczarni na terenie jednego z gospodarstw. Podczas kopania, na głębokości 50-60 cm, natknęli się na zakopane do góry dnem brązowe naczynie. Po jego wydobyciu wysypało się z niego wiele małych srebrnych przedmiotów, które robotnicy podzielili między sobą. Wkrótce potem archeolog Paweł Pawłow z muzeum w Łoweczu, przy wsparciu lokalnych władz, zlokalizował osoby posiadające te artefakty i zapewnił ich ochronę, przekazując je do zbiorów muzealnych. Nie wiadomo jednak, czy udało się odzyskać wszystkie elementy skarbu.

## Trakowie w IV w. p.n.e.
Na ziemiach trackich od V w. p.n.e. istniało królestwo założone przez plemię Odrysów. W IV wieku p.n.e. Tracja była areną złożonych przemian politycznych, na które wpływ miały zarówno wewnętrzne ambicje lokalnych władców, jak i zewnętrzne naciski ze strony sąsiednich potęg. Król Kotys I, władający od 384 lub 383 p.n.e., siłą umocnił władzę centralną. Jednakże, po jego śmierci w 359 roku p.n.e., królestwo zostało podzielone między trzech synów, co osłabiło jedność regionu. Wykorzystując tę sytuację, Filip II Macedoński do 340 roku p.n.e. podbił znaczną część Tracji, rozszerzając swoje wpływy na wschód.
W obliczu macedońskiej dominacji, lokalni władcy podejmowali próby odzyskania niezależności. Seutes III, jeden z najważniejszych trackich królów, starał się odbudować siłę królestwa Odrysów i około 320 roku p.n.e. założył miasto Seuthopolis, które stało się centrum politycznym i kulturalnym jego królestwa. Mimo starań lokalnych władców Tracja pozostawała pod silnym wpływem Macedonii, zwłaszcza po śmierci Aleksandra Wielkiego w 323 roku p.n.e., kiedy to jego generałowie, znani jako diadochowie, rywalizowali o kontrolę nad regionem. Seutes III, choć początkowo sprzeciwiał się siłą macedońskiej dominacji (323 p.n.e., 314 p.n.e.), ostatecznie w 306 p.n.e. uznał zwierzchnictwo Lizymacha, jednego z diadochów, co pozwoliło mu zachować pewną autonomię w ramach szerszego kontekstu politycznego. Nie jest znana ani dokładna data śmierci Seutesa III, ani dokładna data rozpadu jego wątłego królestwa. 
Ustrój rodowo-plemienny wspierał gospodarczą siłę lokalnych arystokratów, co miało często szkodliwy wpływ na jedność królestwa. Rosnąca zamożność arystokracji doprowadziła też do zmiany materiałów wykorzystywanych w sztuce: w V i IV w. p.n.e. brąz został wyparty przez srebro i złoto, a blichtr i przepych cieszyły się powodzeniem (zob. skarb łukowicki, skarb borowski).
W 279 p.n.e. ziemie trackie najechała grupa 20 000 Celtów, która w początkowej fazie najazdu stosowała taktykę gwałtownych i niespodziewanych napadów.
W tym burzliwym okresie sztuka tracka odzwierciedlała zarówno tradycyjne motywy lokalne, jak i wpływy helleńskie, związane tak z ustanowieniem panowania macedońskiego, jak i z bliskością greckich kolonii na wybrzeżu Morza Czarnego. W sztuce trackiej widoczne są też wpływy perskie, które trafiły do Tracji zarówno bezpośrednio, jak i za pośrednictwem helleńskich kolonii. W odpowiedzi na lokalne gusta i zapotrzebowanie arystokracji, toreutyka i jubilerstwo czerpały zarówno z tradycji helleńskiej jak i perskiej, tworząc swego rodzaju eklektyzm.

## Opis skarbu

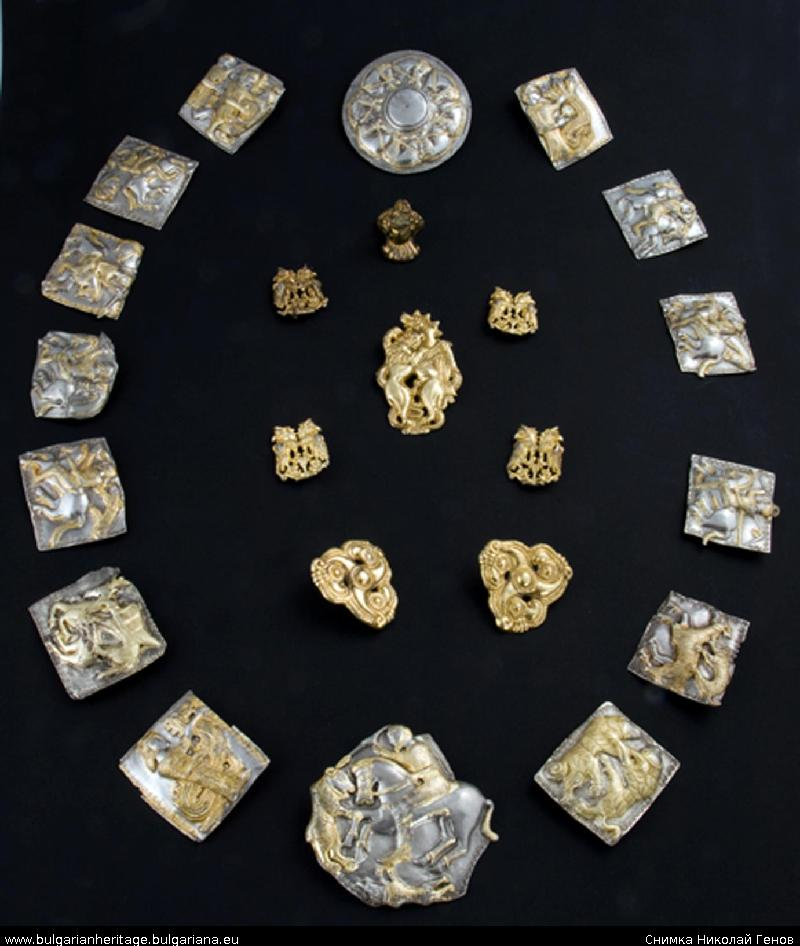
Elementy skarbu

Skarb składa się z 15 srebrnych, pozłacanych aplik oraz z drobniejszych ozdób (faler), żelaznego wędzidła i brązowego naczynia, w którym zakopano skarb. Jego skład wskazuje, że stworzą go elementy końskiej uprzęży należącej do trackiego arystokraty. Skórzane części uprzęży się nie zachowały, więc niemożliwe jest dokładne odtworzenie miejsca umieszczenia aplik, które były mocowane na uprzęży za pomocą blaszanej obrączki umieszczonej na ich odwrocie.
Chociaż w kontekście skarbu pojawiają się opinie o autorstwie dwóch różnych artystów i mnogości stylów, M. Conczewa argumentuje, że technika i rozwiązanie kompozycyjne wskazują na pojedynczego trackiego toreutę; argumentuje także, że odniesienia hellenistyczne są plastycznie przedstawione w sposób typowo tracki. Iwan Wenedikow również wspiera tezę o trackim warsztacie artystycznym. Jeżeli przyjąć tezę o jednym warsztacie, to elementy skarbu zostały wykonane jako jedna kompozycja grupowa.
Anatomia ludzka i zwierzęca jest pokazana w sposób prostolinijny, gesty są konwencjonalne a perspektywa jest uproszczona. Scenom brakuje kontekstu. Jednocześnie, artysta przywiązał dużo uwagi do szczegółów, takich jak ubrania, upięcie włosów, czy elementy uzbrojenia, które mają potwierdzenie w znaleziskach archeologicznych.
Wszystkie elementy skarbu są unikalne; artysta nie stosował szablonów wykonawczych, a płytki z motywem jeźdźca różnią się wielkością i formą. Przedstawienia na aplikach są najczęściej zamknięte w ozdobnych ramkach (ornament ovolo).
Powstanie skarbu jest datowane na IV wiek p.n.e.; dokładniej na lata 383-340 p.n.e.

### Motywy mitologiczne

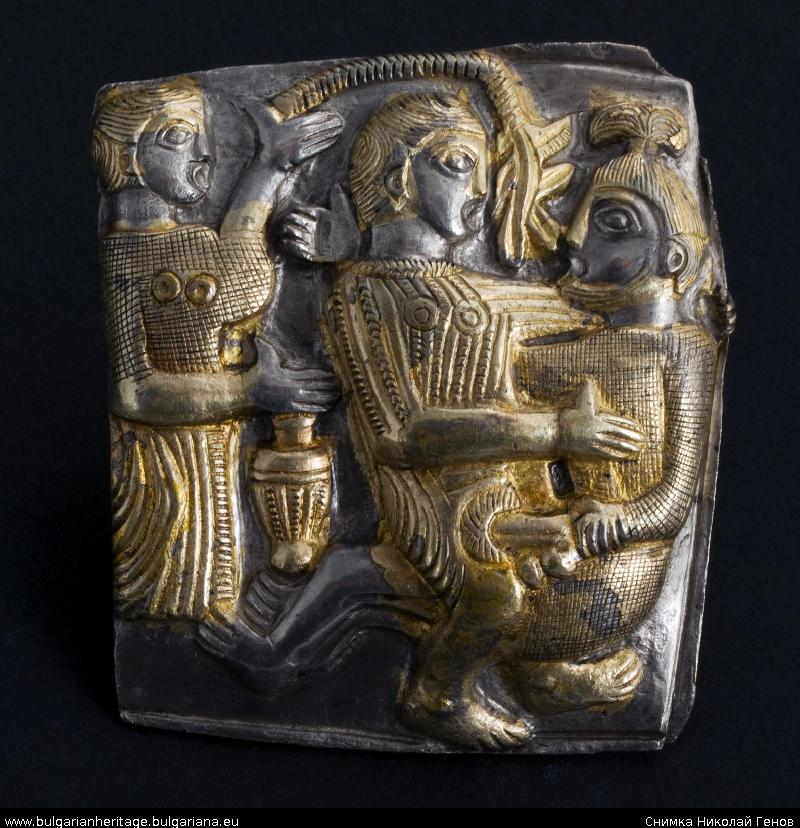
Scena miłosna (hierogamia?)

Postaci kobiece występujące na przedmiotach są przedstawione schematycznie; odróżnia je od mężczyzn strój oraz zaznaczone sferycznie piersi. Kobiety obejmujące smoka-gryfa i trójgłowego węża (dwie osobne apliki, kolejno (2) i (3) na poniższej liście) są interpretowane jako Demeter i Kora, zaś smok i wąż mają przedstawiać Zeusa. Według alternatywnej interpretacji, pierwsza z aplik (2)  przedstawia Nereidę jadącą na Hippokampie, zaś postać towarzysząca wężowi (3) to kapłan (mężczyzna) trzymający paterę (lusterko?).
Jedna aplika przestawia scenę miłosną. Ma ona charakter hierogamiczny. Scena ta wiązana jest z mitem o kazirodczym stosunku bogini-matki z herosem-synem, co miało zapewnić zarówno pomyślność materialną, jak i być częścią drogi do zdobycia władzy królewskiej, czy też być początkiem drogi do zostania protoplastą nowego ludu. Marazow i Foł osadzają tę scenę w kontekście mitu znanego w Indiach, Iranie i Azji Mniejszej, wedle którego bohater o boskich cechach uwolnił kobiety ze smoczej niewoli; te zaś poślubiły go. W tym kontekście kobieta trzymająca wachlarz i amforę również jest żoną młodego herosa. Alternatywnie, kobieta stojąca z boku to tracka bogini (Bendis), mająca chronić małżeńską parę.

### Motyw Jeźdźca

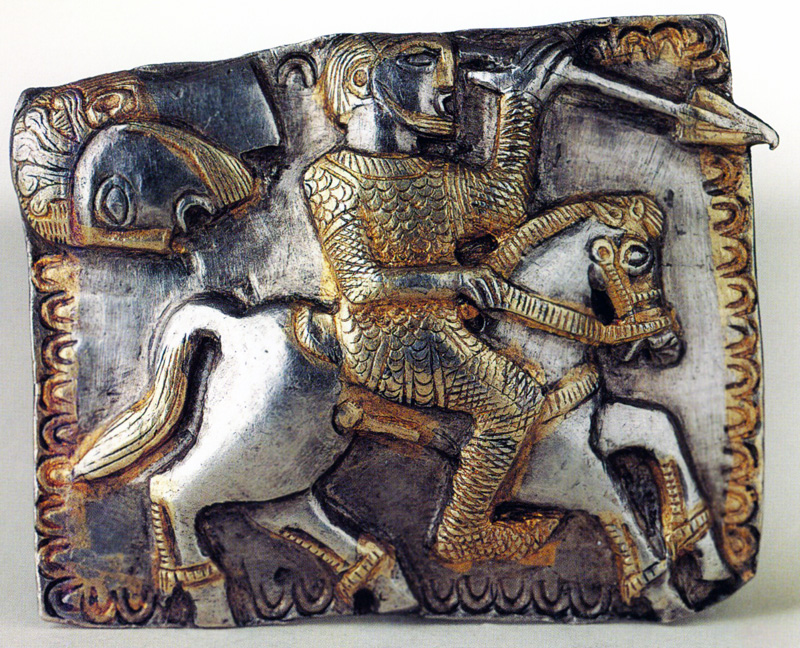
Jeździec z włócznią; widoczna ornamentowana ramka, zamykająca kompozycję

Oprócz motywu gryfa, na znalezisku często pojawia się motyw Jeźdźca Trackiego – znaleźć go można na ośmiu aplikach. Poza skarbem letnickim, trackie przedstawienia jeźdźca są wyryte w kamieniu i mają sakralny charakter (zob. religia Traków); w przypadku skarbu letnickiego, jeździec pojawia się w kontekście artystycznym. Przedstawienia jeźdźca mają dokładne proporcje i są pełne siły i dostojeństwa. Na części aplik, w tle jeźdźca można zobaczyć głowę człowieka lub głowę konia. Mają one na celu podkreślić doniosłość prezentowanej sceny. Być może towarzysze Ci pełnią także rolę doradców jeźdźca. 
D. Owczarow sugeruje, że niektóre z wizerunków jeźdźca reprezentują Zeusa i Dionizosa konno; jest to atypowe przedstawienie dla sztuki hellenistycznej i wskazuje na wpływy kultury trackiej na zastosowane rozwiązania artystyczne. Marazow i Foł zaś rozpatrują sceny pojedynków toczonych przez Jeźdźca w kontekście próby przed królewską nominacją.
Jeźdźcy są zawsze pokazani z profilu, z okiem przedstawionym frontalnie. W rękach trzymają wodze konia oraz włócznię lub czarę. Ubrani są w stroje typowe dla trackiej arystokracji, zaś konie mają na sobie typową tracką uprząż.

### Animalistyka

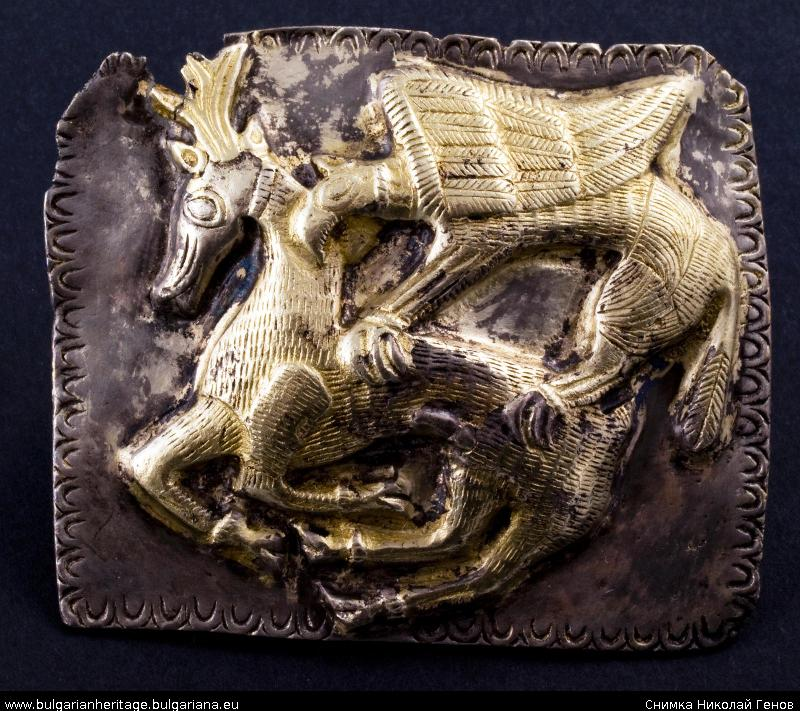
Aplika z wyobrażeniem gryfa atakującego jelenia

W całym zestawie pojawia się motyw gryfa, który był często wykorzystywany przez trackich rzemieślników specjalizujących się w toreutyce. Wszystkie przedstawione zwierzęta (konie, jelenie, niedźwiedzie, lwy, zające i węże) zostały ukazane w dynamicznych pozach, uczestnicząc aktywnie w prezentowanych scenach. Mimo silnej stylizacji, zwierzęta na aplikach mają realistyczny charakter. Są przedstawione z profilu, z okiem ujętym frontalnie i drobiazgowym przedstawieniem sierści.
D. Conczewa opisując aplikę z wyobrażeniem gryfa atakującego jelenia określa jako "przepiękny" wizerunek jelenia, podkreśla także realistyczne przedstawienie postaci fantastycznej – gryfa.
Aplika o owalnym kształcie przedstawia osiem głów końskich ułożonych w krąg. Wargi, grzywy, ogłowia i wodze są pozłocone. Naczółek ogłowia końskiego przyjął formę lwa łapiącego byka. Lew jest przedstawiony trójwymiarowo, zaś byk jest przedstawiony w reliefie. W tylnej części naczółka znajduje się otwór na rzemień.

### Szczegóły elementów skarbu
Skarb letnicki był prezentowany na wystawie w Luwrze w 2015 roku. Poniższa tabela opisuje elementy skarbu zgodnie z publikacją towarzyszącą tej wystawie:
| Lp. | Przedmiot                                                            | Nr. Kat. | Wymiary (wys. x szer. w cm) | Opis | Grafika |
| --- | -------------------------------------------------------------------- | -------- | --------------------------- | --- | ------- |
| 1   | Naczółek z przedstawieniem lwa atakującego byka                      | 593      | 5                           | Trójwymiarowa figura lwa na tylnych łapach, pochylajacego się nad leżącym bykiem |         |
| 2   | Aplikacja z reliefem nereidy na hippokampie                          | 583      | 5,3 x 5,2                   | Kobieta w drapowanej szacie stoi na hippokampie (wężu o głowie konia), spiralnie zwiniętym i ozdobionym łuskami. Nereida wskazuje kierunek lewą ręką.                                                                       |         |
| 3   | Aplikacja z reliefem młodzieńca (kapłana?) i węża                    | 605      | 6 x 4,5                     | Postać stoi naprzeciw trójgłowego węża; w ręce trzyma przedmiot (paterę?) |         |
| 4   | Aplikacja z wyobrażeniem jeźdźca                                     | 586      | 4,8 x 6                     | Bezbrody jeździec, w kolczudze, galopuje w lewo z włócznią w prawej ręce. Po prawej końska głowa w profilu. |         |
| 5   | Aplikacja z wyobrażeniem jeźdźca                                     | 585      | 4,9 x 5,6                   | Bezbrody jeździec galopuje w lewo z włócznią w prawej ręce; włosy związane w grzywkę. Za nim nieokreślony obiekt; być może pas z zawieszoną włócznią.                                                                       |         |
| 6   | Aplikacja z wyobrażeniem jeźdźca                                     | 583A     | 4,9 x 5,6                   | Bezbrody jeździec galopuje w prawo, trzymając włócznię; nie ma kolczugi. Za nim kobieca głowa. |         |
| 7   | Aplikacja z wyobrażeniem jeźdźca                                     | 587      | 5,3 x 5,8                   | Brodaty jeździec galopuje w prawo, trzymając włócznię. Za nim głowa brodatego mężczyzny, patrzącego w dól. |         |
| 8   | Aplikacja z wyobrażeniem jeźdźca                                     | 584      | 4,7 x 5,9                   | Brodaty jeździec galopuje w lewo z włócznią w prawej ręce. Za nim końska głowa w profilu. |         |
| 9   | Aplikacja z wyobrażeniem jeźdźca                                     | 588      | 4,8 x 6,1                   | Brodaty jeździec galopuje w prawo; w ręce włócznia. W lewym górnym rogu ludzka głowa. |         |
| 10  | Aplikacja z wyobrażeniem jeźdźca                                     | 589      | 4,8 x 6                     | Brodaty jeździec galopuje w lewo; w ręce fiale. Za nim pies lub wilk, być może zdobycz. |         |
| 11  | Aplikacja z przedstawieniem jeźdźca zaatakowanego przez niedźwiedzia | 590      | 8,2 x 8,98                  | Jeździec galopuje w lewo. Niedźwiedź stoi na tylnych łapach; przednią chwyta za konia. Pod jeźdźcem martwy wilk. |         |
| 12  | Aplikacja z kompozycją figuralną (hierogamia)                        | 604      | 5,8 x 5,1                   | Brodaty mężczyzna siedzi; włosy ma upięte (fryzura akrokomos). Na jego kolanach kobieta z szeroko rozstawionymi udami. Za nimi druga kobieta, ubrana podobnie jak pierwsza; w jej ręce gałąź z liścmi, w prawej ręce dzban. |         |
| 13  | Aplikacja z wyobrażeniem gryfa atakującego jelenia                   | 580      | 5,1 x 6                     | Pazury gryfa wbijają się w grzbiet jelenia, a dziób wbija się w szyję. |         |
| 14  | Aplikacja z wyobrażeniem wilka atakującego łanię                     | 582      | 4,8 x 5,5                   | Łania biegnie w lewo. Wilk gryzie ją w szyję. |         |
| 15  | Aplikacja z wyobrażeniem walki zwierząt                              | 581      | 6,4 x 8                     | Zwierzęta zwrócone do siebie, ukazane z profilu, z długim futrem i ogonami. Przednie łapy wyciągnięte w stronę przeciwnika, sugerując walkę.                                                                                |         |
| 16  | Aplikacja z wyobrażeniem końskich głów                               | 591      | 8,3                         | Okrągła kompozycja przedstawiająca osiem głów końskich, patrząc z profilu na lewo, w uprzęży, z napiętymi lejcami. |         |
| 17  | Aplikacja ażurowa z przedstawieniem walki lwa z gryfem               | 592      | 7                           | Lew i gryf z profilu, walczą ze sobą. Dwa węże pełzają, gryząc szyje walczących zwierząt. |         |
| 18  | 2 aplikacje ażurowe z wyobrażeniem głów orłów                        | 606      | 7                           | Triskelion głów orłów. Głowy wychodzą z zaznaczonego umba. |         |
| 19  | 4 aplikacje ażurowe z przedstawieniem gryfów i orłów                 | 594      | 2,8                         | Orły w lustrzanym odbiciu. Za nimi gryfy z odwróconymi głowami. |         |

## Wystawy w Bułgarii, w Polsce i na świecie
Na co dzień skarb przechowywany jest w Regionalnym Muzeum Historycznym w Łoweczu.
Skarb był wielokrotnie prezentowany jako element wystaw prezentujących sztukę Traków. W Polsce był prezentowany w dniach 8 września - 24 października 1976 w Muzeum Archeologicznym w Warszawie. Wystawa pod tytułem Skarby Traków: kultura i sztuka Traków na ziemiach bułgarskich była w siedzibie muzeum, w budynku Arsenału. Oprócz skarbu letnickiego, na wystawie prezentowane były m.in. skarb łukowicki (w skład którego także wchodzą przedmioty z przedstawieniami Jeźdźca Trackiego) i skarb wyłczitryński. Lista przedmiotów ze skarbu letnickiego prezentowanych na wystawie obejmowała 20 przedmiotów o wysokości wahającej się od 2,8 cm do 7 cm.
Skarb był częścią wystawy sztuki trackiej w paryskim Luwrze (2015), a także w Getty Museum w Los Angeles (2024/2025; trzy przedmioty, 3, 12, 17 na powyższej liście).